# Lennie Niehaus
Leonard (Lennie) Niehaus (Saint Louis (Missouri), 11 juni 1929 - Redlands (Californië), 28 mei 2020) was een Amerikaans componist, muziekpedagoog, arrangeur en altsaxofonist.

## Levensloop
Niehaus werd geboren in een muzikale familie, zijn vader Père Niehaus was een violist en zijn zuster een concertpianiste. Natuurlijk kreeg hij op zevenjarige leeftijd eerste lessen op de viool door zijn vader. Later leerde hij verder het fagot te bespelen en vanaf 1942 leerde hij klarinet en altsaxofoon. Al vroeg componeerde hij eenvoudige kleine stukjes. Vanaf 1954 studeerde hij muziek aan het college en daarmee begon zijn professionele carrière. Medestudenten waren onder anderen Herb Geller, Herbie Steward en Teddy Edwards.
Na zijn diploma's als saxofonist, componist en muziekopleider werd hij in 1951 voor zes maanden lid van het orkest van Stan Kenton. In 1952 werd hij ingetogen van het Amerikaanse leger. Van 1954 tot 1959 was hij opnieuw lid van het Stan Kenton orkest. Niehaus speelde ook met Bill Perkins en Jerry Wald. Hij verzorgde samen met Lalo Schifrin concerten.
Hij verliet het ensemble van Kenton in 1959 om te componeren en schreef sindsdien werken voor artiesten van het televisie (King Sisters, Mel Tormé, Dean Martin en Carol Burnett) en voor orkesten van het toneel. Vanaf 1962 begon hij te orkestreren voor de filmcomponist Jerry Fielding. Uit deze samenwerking ontstond muziek voor meer dan 60 films en televisie shows. Na het overleden van Fielding ontwikkelde zich Niehaus tot een van de vooraanstaande filmcomponisten, die altijd zijn eigen orkestratie deed. Ook zijn werken voor de film zijn beïnvloed door zijn afkomst uit de jazzmuziek. Later werkte hij veel voor de filmregisseur Clint Eastwood ("Unforgiven", "Bird", "White Hunter Black Heart", "Perfect World", "Absolute Power" en "Flags of Our Fathers" etc.).
Voor een bepaalde tijd doceerde hij jazz aan de Universiteit van Utah in Salt Lake City.
Naast zijn filmmuziek heeft hij meer dan 100 werken voor orkest, harmonieorkest, bigbands, kamermuziek en jazzensembles op zijn naam staan. Hij is lid van de Academy of Motion Picture Arts and Sciences (AMPAS), de American Society for Music Arrangers and Composer (ASMAC) en de Los Angeles Jazz Society.
Hij overleed op 90-jarige leeftijd.

## Composities

### Werken voor orkest
- 2006 Potpourri For Strings, voor strijkorkest
- 2003 Tramontane (North Wind), voor strijkorkest
- Americana Rhapsody, voor orkest
- Bicycle Built For Two, voor orkest
- From Time To Time, voor strijkorkest
- Symphonic Portrait, voor orkest

### Werken voor harmonieorkest
- 1968 Brass Español
- 1968 Palo Alto, voor altsaxofoon solo en harmonieorkest
- 1970 City Spectrums
- 1988 Morro Bay, ouverture
- 1989 American Portrait
- 1990 Latin Encounter
- 1990 The Palisades
- 1990 West Hills, ouverture
- 1991 Emerald Cove
- 1992 Frolicking Flutes
- 1993 Three Moods of Hanukah, suite
- 1994 The Festival Of Hanukkah
- 2008 Splendor In The Oaks
- Autumn Ridge
- California Impressions
- Centre Island
- Christmas Angels
- Clarinade
- Colors and Configurations
- Crown Prince Overture
- Crystal View
- Freedom Overture
- Glenn Ridge (A Concert March)
- Jubilee
- Kensington Gardens Overture
- King of the Aragon Court
- King's Road Overture
- Kingsbury Court
- Marina Del Rey
- Monarch Mountain Overture
- Rhapsodic Concertante
- Summerfield Portrait
- Sutherland Summit
- The Nantucket Crossing
- Tradition and Refelctions

### Werken voor jazz-orkest of -ensembles
- A Hint Of Mint
- A Tribute To Kenton[2]
- Aboard On Four
- Absolutely Awesome
- All At Once You Love Her[3]
- Artistry For Trumpets
- Caught in The Act
- Christmas Jazz suite I
- Christmas Jazz suite II
- Christmas Jazz suite III
- Confusion
- Conglomeration
- Cool Down
- Count On Me
- Do Your Thing
- Don't Rock The Boat
- Double Dribble
- Ease On Down
- End Of A Love Affair[4]
- Ev'ry Time We Say Goodbye[5]
- Food For Thought
- Good Time Charlie
- Hand over fist
- Hangin' Loose
- Hangin' Out
- Head over heels
- I've Never Been In Love Before[6]
- It's All Right With Me[7]
- Land Line
- Latin Satin
- Lullabye Of Birdland
- Making The Rounds
- Mento-Mania
- Metro Wail
- Minor Matter
- Moose The Mooche
- No Pain, No Gain
- Now's The time
- Pepper
- Rico-Chet
- Shades Of Blue
- Spiritual Jazz Suite
- Stella By Starlight[8]
- Three For The Road
- Vax Attacks
- Whatever Lola Wants[9]
- Younger Than Springtime[10]

### Kamermuziek
- 10 Jazz Inventions, voor trompet en trombone
- A Christmas Jazz Portrait, voor klarinetensemble
- A Whale's Tale, voor 2 eufonium en 2 tuba's
- Alpha, Beta, Alpha, voor saxofoonensemble
- Anagrams, voor saxofoonensemble
- Angels We Have Heard On High, voor klarinetkwartet
- Ballad & Caprice For Claire, voor saxofoonensemble
- Better Late Than Never, voor saxofoonensemble
- Brass Tacks, voor 2 trompetten en 2 trombones
- Bring A Torch, Jeannette, Isabella, voor koperkwintet
- Christmas Jazz Medley, voor saxofoonkwartet (ook voor fagotkwartet)[11]
- Clarinetwork, voor klarinetensemble
- Ding! Dong! Merrily On High, voor 2 eufonium en 2 tuba's
- Do Nothin' Till You Hear From Me, voor koperkwintet
- Give And Take, voor saxofoonensemble
- Grand Slam, voor 2 eufonium en 2 tuba's
- I Heard The Bells On Christmas Day, voor 2 eufonium en 2 tuba's
- Jubilation, voor 2 trompetten en 2 trombones
- Just For Show, voor koperkwintet
- Keystone Chops, voor 2 eufonium en 2 tuba's
- Londonderry Air, voor 2 trompetten en 2 trombones
- Pat-A-Pan, voor 2 eufonium en 2 tuba's
- Puttin' On The Ritz, voor 2 eufonium en 2 tuba's
- Saxafrass, voor saxofoonensemble
- Saxophonics, voor saxofoonensemble
- Sonata, voor saxofoonkwartet
- Sculptures In Brass, voor 2 trompetten en 2 trombones
- Spring Into Swing, voor klarinetensemble
- Swingin' Ukranian Christmas (Carol Of The Bells), voor koperkwintet
- Tradewinds, voor saxofoonensemble
- Tubalation, voor 2 eufonium en 2 tuba's

### Filmmuziek
- 1971 It Was a Very Good Year
- 1984 Tightrope
- 1984 City Heat
- 1985 Pale Rider
- 1985 Sesame Street Presents: Follow that Bird
- 1985-1987 Amazing Stories
- 1985 Amazing Stories "Vanessa in the Garden"
- 1986 Never Too Young to Die
- 1986 Ratboy
- 1986 Heartbreak Ridge
- 1987 Emanon
- 1988 The Child Saver
- 1988 Bird
- 1990 White Hunter Black Heart
- 1990 The Rookie
- 1992 Unforgiven
- 1993 Lush Life
- 1993 Perfect World
- 1995 The Bridges of Madison County
- 1996 Dog Watch
- 1996 Crazy Horse
- 1996 Titanic
- 1997 Absolute Power
- 1997 Midnight in the Garden of Good and Evil
- 1998 The Fixer
- 1998 No Laughing Matter
- 1999 True Crime
- 1999 The Jack Bull
- 2000 Space Cowboys
- 2000 Out of the Shadows
- 2000 American Masters (tv-documentatie serie)
- 2002 Blood Work
- 2007 Oprah Winfrey Presents: Mitch Albom's For One More Day
- 2008 Comanche Moon (tv mini-series)

## Media
1. ↑  https://variety.com/2020/music/news/lennie-niehaus-dead-dies-film-composer-clint-eastwood-jazz-1234622585/. Gearchiveerd op 10 augustus 2023.
2. ↑  A Tribute To Kenton door Lennie Niehaus (altsaxofoon) en het Los Angeles Jazz Institute
3. ↑  All At Once You Love Her door Lennie Niehaus (altsaxofoon) en het Los Angeles Jazz Institute. Gearchiveerd op 9 september 2023.
4. ↑  End Of A Love Affair door Lennie Niehaus (altsaxofoon) en het Los Angeles Jazz Institute. Gearchiveerd op 21 april 2022.
5. ↑  Ev'ry Time We Say Goodbye door Lennie Niehaus (altsaxofoon) en het Los Angeles Jazz Institute. Gearchiveerd op 17 september 2016.
6. ↑  I've Never Been In Love Before door Lennie Niehaus (altsaxofoon) en het Los Angeles Jazz Institute. Gearchiveerd op 9 september 2023.
7. ↑  It's All Right With Me door Lennie Niehaus (altsaxofoon) en het Los Angeles Jazz Institute. Gearchiveerd op 9 september 2023.
8. ↑  Stella By Starlight door Lennie Niehaus (altsaxofoon) en het Los Angeles Jazz Institute. Gearchiveerd op 27 januari 2023.
9. ↑  Whatever Lola Wants door Lennie Niehaus (altsaxofoon) en het Los Angeles Jazz Institute. Gearchiveerd op 9 september 2023.
10. ↑  Younger Than Springtime door Lennie Niehaus (altsaxofoon) en het Los Angeles Jazz Institute. Gearchiveerd op 11 mei 2023.
11. ↑  Christmas Jazz Medley door het University of British Columbia Bassoon Quartet. Gearchiveerd op 9 september 2023.

- Bibsys: 3074670
- Biblioteca Nacional de España: XX1109694
- Bibliothèque nationale de France: cb139492220 (data)
- Gemeinsame Normdatei: 129605190
- International Standard Name Identifier: 0000 0001 2141 8906
- Library of Congress Control Number: n83156021
- Nationale Bibliotheek van Letland: 000035337
- MusicBrainz: 84b40267-a06a-4c03-9fe0-a92e340f99c5
- Nationale Bibliotheek van Tsjechië: ola2002157343
- Nationale bibliotheek van Australië: 35888718
- Nationale Bibliotheek van Israël: 987007421883605171
- Nederlandse Thesaurus van Auteursnamen: 073503363
- SNAC: w622316c
- Système universitaire de documentation: 071027211
- Trove: 1132650
- Virtual International Authority File: 84969682
- WorldCat: E39PBJyCygMPtGcYRbmPgdfrMP